# Роман Висоцький (історик)
Роман Висоцький (пол. Roman Wysocki) — польський історик, доктор філософії в галузі гуманітарних наук та доктор історичних наук (габілітований). Професор Інституту новітньої історії Університету Марії Кюрі-Склодовської в Любліні . Автор двох монографій, збірника документів та співупорядник двох колективних праць, а також наукових статей з української проблематики та польсько-білоруських відносин. Спеціалізується на новітній історії, розвою політичних (особливо українських) та національних рухів і націєтворчих процесів.

## Життєпис
Інтерн Львівського університету імені Івана Франка (Львів, червень 1997), стипендіат фундації імені Стефана Баторія (Прага, жовтень-листопад 1998), стипендіат Гарвардського університету (січень-квітень 2003), стипендіат Фундації Ланцкоронських з Бжезіє (Львів, березень 2006). Здобув освітньо-науковий ступінь доктора філософії у 1999 році на основі захисту дисертації Організація українських націоналістів у Польщі в 1929—1939 рр., написаної під науковим керівництвом проф. Тадеуша Радзіка. Праця була опублікована Видавництвом Університету Марії Кюрі-Склодовської у 2003 році, а наступного 2004 року була номінована на премію імені Єжи Ґедройця .
Роман Висоцький набув другого (вищого) наукового ступеня габілітованого доктора 18 лютого 2015 року за науковою працею: В колі інтегрального націоналізму. Активний націоналізм Дмитра Донцова на тлі сучасних думок Романа Дмовського. Порівняльне дослідження . Рецензентами абілітаційної роботи були професори Євгеніуш Коко Ян Кесік та габілітований доктор Томаш Стрийєк .
Окрім наукової діяльності професор Роман Висоцький проводить популяризаційну діяльність у співпраці з провідними польськими істориками, такими як професор Анджей Фрішке .

## Полеміка
Твори Романа Висоцького викликали полеміку та зневажливі відгуки з боку тих кіл, які трактували ОУН-УПА як терористичну організацію, а самостійницьку діяльність українського національного руху — як прояв „бандеризму“. Зокрема, Люцина Кулінська у праці, опублікованій в 2009 році під назвою „Терористична та диверсійна діяльність українських націоналістичних організацій у Польщі в 1922—1939 роках“, описала книгу Висоцького як недостовірну та виправдовуючу злочини українських націоналістів, а самого Висоцького як апологета кримінального руху.
Польсько-канадський публіцист Віктор Поліщук також звинуватив автора цього твору в тому, що він обілює ОУН, свідомо применшує значення ідеології українського націоналізму та підтримує саму ідеологію цього націоналізму.
Чеслав Партач охарактеризував книгу Висоцького «Організація Українських Націоналістів у Польщі в 1929—1939 роках» як видання, що містить вибіркову історію, написану на основі досліджень Петра Мірчука, українського націоналіста та історика, автора містифікації — спогадів Стелли Кренцбах .